# Мария Сотирова
Мария Сотирова е българска актриса.

## Биография
Родена е на 1 март 1995 г. в град София. Завършва средното си образование в 164 гимназия с преподаване на испански език „Мигел де Сервантес“.
През 2017 г. завършва НАТФИЗ „Кръстю Сарафов“ със специалност „Актьорско майсторство за драматичен театър“ при професор Пламен Марков. Завършва магистърска програма „Литература, кино и визуална култура“ в Софийският университет „Св. Климент Охридски“.

## Актьорска кариера
В ранните си години учи в школата на Малин Кръстев към Младежкия театър „Николай Бинев“.
През 2016 г. е част от трупата на Драматичния театър в Пловдив.
Има няколко участия в киното и телевизията, които са „Страст“, „11А“, „Леа“, „Откраднат живот“, „Братя“ „Аз и моите жени“, „Лъжите в нас“ и „Алея на славата“.

## Филмография
- „Страст“ (2013) – Момичето
- „Спасителят“ (2013) – Робиня
- „11А“ (2015) – Ученичка на 11а
- „Леа“, късометражен филм (2016) – Леа
- „Откраднат живот“ (2017) – Стажантка
- „Блаженият“ (2021) – Пръвка
- „Братя“ (2021) – инспектор Жана Илиева
- „Аз и моите жени“ (2022) – Кристина
- „Лъжите в нас“ (2022) – Бояна[2]
- „Алея на славата“ (2023) – Калина[3]